# Kurzwellenzentrum Jülich
Das Kurzwellenzentrum Jülich war ein Standort mehrerer Sendeanlagen in den Bereichen Kurzwelle und Mittelwelle zwischen Jülich und Mersch.

## Betrieb
Im Jahr 1953 begannen Planung und Bau der Kurzwellen – Rundfunksendestelle auf der Merscher Höhe bei Jülich durch den Nordwestdeutschen Rundfunk. Die Inbetriebnahme der Stelle fand 1956 am 1. April für die neu gegründete Deutsche Welle mit einem 100 kW-Sender und 18 Antennen statt. Bis zu diesem Zeitpunkt verfügte die Deutsche Welle nur über 2 Sender mit 20 kW und einen Sender mit 5 kW bei der Sendestelle Osterloog.

### Kurzwellenbetrieb
Im September 1956 wurde ein zweiter Sender mit 100 kW und weitere Antennen in Betrieb genommen. Am 1. September 1961 wurde die Stelle mit 5 Sendern zu 100 kW, einem Sender zu 20 kW und insgesamt 24 Antennen an die damalige Deutsche Bundespost übergeben. Die Anlage wurde kontinuierlich mit weiteren Sendern erweitert. Mit dem Aufbau der ersten 2 Automatik-Sender wurde Mitte 1968 der vorläufige Endausbau mit 10 Sendern zu 100 kW und 33 Antennen erreicht.

### Erneuerung der Sender

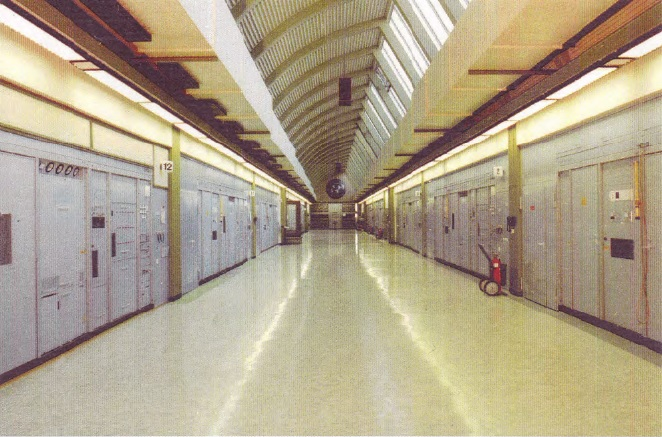
Der Sendersaal der RfSSt Jülich

1984 werden in Vorbereitung auf den erforderlichen Austausch der inzwischen 30 Jahre alten Sender zwei neue 100 kW PDM-fähige Automatiksender von Telefunken aufgebaut. Diese waren geeignet für den Betrieb mit AM, DAM und SSB, letzteres mit zusetzbarem Restträger. Beide Sender haben eine verstärkte Endstufe für eine Leistung von bis zu 350 kW PEP. In den Jahren 1990 bis 1993 werden alle alten handbedienten Sender gegen Automatiksender ausgewechselt. Am 6. April 1993 gehen die letzten beiden neuen PDM-Sender in Betrieb. Damit ist der Endausbau mit 12 Sendern zu 100 kW und 41 Antennen erreicht.

### Versuchsbetrieb Digitaler Rundfunk
Ab Juni 1996 wurden Versuche mit dynamischer Amplitudenmodulation (DAM) gefahren. Das Verfahren lief in Berlin (Sender Köpenick) auf der freigewordenen Frequenz von BBC Berlin, Mittelwelle 810 kHz, bereits mit Erfolg im Praxisbetrieb. Ab Ende 1996 wurden erfolgreich weitere Versuche mit DRM gefahren. Die Ausgangsleistung der analogen 100 kW-Sender konnte im Versuch mit digitaler Modulation ohne Veränderung der Abstimmung auf beeindruckende 300 kW gesteigert werden.

## Antennen

### Erweiterung

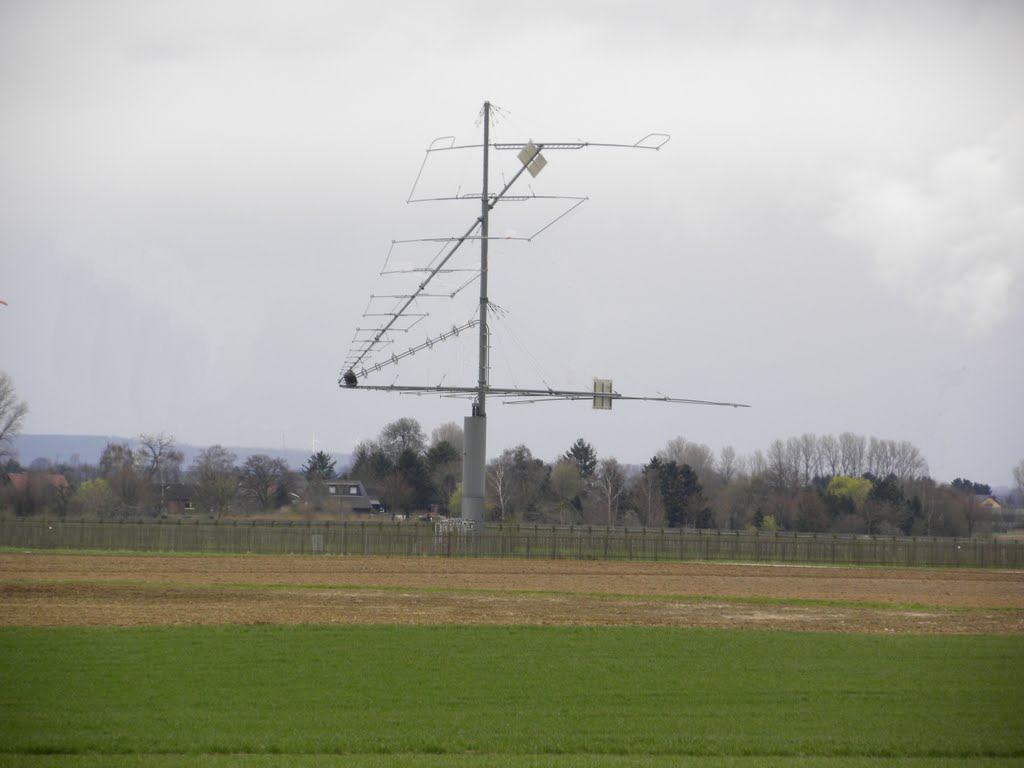
Die Logarithmisch-periodische Antenne (horizontal)

Im Winter 1982/83 wurde die Antennenanlage um eine drehbare logarithmisch-periodische Antenne für den Frequenzbereich von 6 bis 26 MHz von Rohde & Schwarz ergänzt. Diese wurde rund 1,5 km östlich, jenseits der angrenzenden Landstraße L241 aufgebaut. Sie diente der besseren Versorgung von Zielen in Europa im Entfernungsbereich bis 2000 km. In den folgenden Jahren wurden in der nördlichen Wand entsprechend gestiegener Anforderungen weitere 8 Vorhangantennen aufgebaut. Damit wurde auch in diesem Bereich der Endausbau erreicht.

### Austausch von Antennen

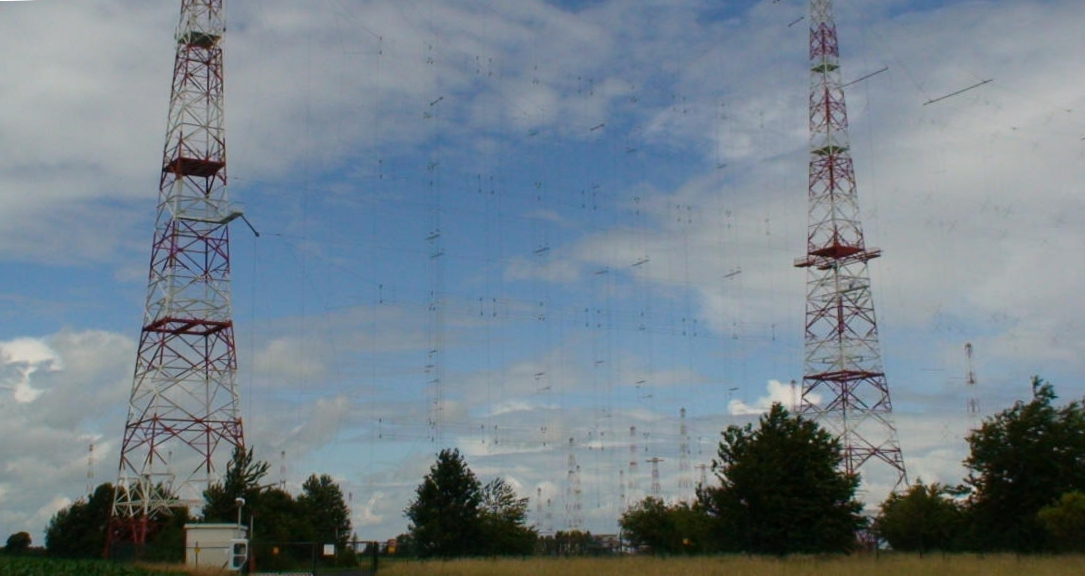
Die Antennen 211 und 212 am Eingang der Sendestelle

Der Antennenpark der RfSSt Jülich 2008 (Endausbau)

Ab dem Jahr 1993 wurden 8 alte Einband-Antennen gegen Multiband-Antennen mit Schieleinrichtungen mit bis zu ±30° ersetzt. Das ermöglichte die Verwendung eines Antennenstellplatzes für mehrere Frequenzen und Richtungen.

### Der Antennenpark
Die Antennen mit Frequenzen und Richtungen im Endzustand.

#### Wand 1, „Merscher Wand“
| Nummer | Frequenzen (MHz) | Azimuth    | Ziel-Bereich               | Antennentyp |
| ------ | ---------------- | ---------- | -------------------------- | ----------- |
| 101    | 15/17/21         | 295°       | Nordamerika                | HR 4/4/0.8  |
| 102    | 9/11/15          | 115°       | Naher Osten                | HR 4/4/0.8  |
| 102    | 9/11/15          | 295°       | Nordamerika                | HR 4/4/0.8  |
| 103    | 13/15/17         | 115° ± 10° | Naher Osten                | HRS 4/4/0.9 |
| 103    | 13/15/17         | 295° ± 10  | Nordamerika                | HRS 4/4/0.9 |
| 104    | 6/7/9/11         | 115° ± 30  | Naher Osten                | HRS 4/2/0.4 |
| 105    | 6/7/9/11         | 115° ± 30° | Naher Osten                | HRS 4/4/0.4 |
| 106    | 13/15/17/21/26   | 115° ± 30° | Naher Osten                | HR 4/4/0.7  |
| 107    | 11/15/17         | 115°       | Naher Osten                | HR 4/4/0.9  |
| 107    | 11/15/17         | 295°       | Nordamerika                | HR 4/4/0.9  |
| 108    | 21/23            | 90° ± 10°  | Naher Osten                | HRS 4/4/1   |
| 108    | 21/23            | 270° ± 10° | Nordamerika                | HRS 4/4/1   |
| 109    | 15/17/21         | 270° ± 10° | Nördl. Südamerika, Karibik | HRS 4/4/1   |
| 110    | 9/11/15          | 90° ± 10°  | Südostasien                | HRS 4/4/1   |
| 110    | 9/11/15          | 270° ± 10° | Mittelamerika              | HRS 4/4/1   |
| 111    | 6/7/9/11         | 90° ± 30°  | Indien, Südostasien        | HRS 4/4/0.5 |
| 112    | 6/7/9/11         | 270° ± 30° | Mittelamerika, Karibik     | HRS 4/4/0.5 |
| 117    | 13/15/17/21/26   | 295° ± 30° | Östl. Nordamerika          | HRS 4/4/0.7 |
| 118    | 6/7/9/11         | 295° ± 30° | Nordamerika                | HRS 4/4/0.5 |
| 119    | 6/7/9/11         | 295° ± 30° | Östl. Nordamerika          | HRS 4/4/0.5 |

#### Wand 2, „Jülicher Wand“
| Nummer | Frequenzen (MHz) | Azimuth    | Ziel-Bereich              | Antennentyp |
| ------ | ---------------- | ---------- | ------------------------- | ----------- |
| 201    | 15/17/21         | 60° ± 10°  | Osteuropa; SO Asien       | HRS 4/4/1   |
| 201    | 15/17/21         | 240° ± 10° | Östl. Nordamerika, Mexiko | HRS 4/4/1   |
| 202    | 9/11/15          | 60° ± 10°  | Osteuropa                 | HRS 4/4/1   |
| 202    | 9/11/15          | 240° ± 10° | Südamerika                | HRS 4/4/1   |
| 203    | 15/17/21         | 60° ± 10°  | Osteuropa                 | HRS 4/4/1   |
| 203    | 15/17/21         | 240° ± 10° | Südamerika                | HRS 4/4/1   |
| 204    | 7                | 60° ± 10°  | Osteuropa                 | HRS 4/4/1   |
| 204    | 7                | 240° ± 10° | Südamerika                | HRS 4/4/1   |
| 205    | 6                | 60° ± 10°  | Osteuropa                 | HRS 4/4/1   |
| 205    | 6                | 240° ± 10° | Südamerika                | HRS 4/4/1   |
| 206    | 11/15/17         | 60° ± 10°  | Osteuropa                 | HRS 4/4/1   |
| 206    | 11/15/17         | 240° ± 10° | Südamerika                | HRS 4/4/1   |
| 207    | 15/17/21         | 90° ± 10°  | SO-Asien                  | HRS 4/4/1   |
| 207    | 15/17/21         | 270° ± 10° | Mittel-Amerika            | HRS 4/4/1   |
| 208    | 9/11/15          | 90° ± 10°  | SO-Asien                  | HRS 4/4/1   |
| 208    | 9/11/15          | 270° ± 10° | Mittel-Amerika            | HRS 4/4/1   |
| 209    | 9/11/15          | 140°       | Ost-Afrika                | HR 4/4/0.6  |
| 209    | 9/11/15          | 320°       | Nord-Amerika              | HR 4/4/0.6  |
| 210    | 6/7              | 140°       | Ost-Afrika                | HR 4/4/0.4  |
| 210    | 6/7              | 320°       | Nord-Amerika              | HR 4/4/0.4  |
| 211    | 6/7/9/11/13      | 140° ± 30° | Ost-Afrika                | HRS 4/4/0.5 |
| 212    | 6/7/9/11         | 320° ± 15° | Nordamerika (Westen)      | HRS 4/4/0.8 |

#### Wand 3, „Broicher Wand“
| Nummer | Frequenzen (MHz) | Azimuth    | Ziel-Bereich           | Antennentyp |
| ------ | ---------------- | ---------- | ---------------------- | ----------- |
| 301    | 15/17/21         | 160°       | Zentralafrika          | HR 4/4/0.5  |
| 302    | 9/11/15          | 160°       | Zentralafrika          | HR 4/4/0.5  |
| 302    | 9/11/15          | 340°       | Alaska                 | HR 4/4/0.5  |
| 303    | 11/15/17         | 160°       | Zentralafrika          | HR 4/4/0.5  |
| 303    | 11/15/17         | 340°       | Alaska                 | HR 4/4/0.5  |
| 304    | 7                | 160°       | Zentralafrika          | HR 4/3/0.7  |
| 304    | 7                | 340°       | Alaska                 | HR 4/3/0.7  |
| 305    | 6                | 160°       | Zentralafrika          | HR 4/3/0.5  |
| 305    | 6                | 340°       | Alaska                 | HR 4/3/0.5  |
| 306    | 9/11/15          | 160°       | Zentralafrika          | HR 4/4/0.5  |
| 306    | 9/11/15          | 340°       | Alaska                 | HR 4/4/0.5  |
| 307    | 11/15/17         | 30° ± 10°  | NO-Europa              | HRS 4/4/0.4 |
| 307    | 11/15/17         | 240° ± 10° | Westafrika, Südamerika | HRS 4/4/0.4 |
| 308    | 9/11/15          | 30° ± 10°  | NO-Europa              | HRS 4/4/0.6 |
| 308    | 9/11/15          | 240° ± 10° | Westafrika, Südamerika | HRS 4/4/0.6 |

#### Einzelantennen
| Nummer | Frequenzen (MHz) | Azimuth    | Ziel-Bereich            | Antennentyp            |
| ------ | ---------------- | ---------- | ----------------------- | ---------------------- |
| 401    | 6/7              | ND         | Europa                  | Quadrant-Antenne 1/0.5 |
| 402    | 6 - 21           | ND         | Europa                  | Reuse, vertikal        |
| 403    | 4                | ND         | Europa                  | Reuse, vertikal        |
| 404    | 6 – 17/21/26     | 40° ± 20°  | Nord-Osteuropa          | LogPer Vert.           |
| 405    | 6 – 17/21/26     | 195° ± 20° | West-Afrika, Südamerika | LogPer Vert.           |
| 406    | 6 - 26           | 0° - 360°  | Europa                  | LogPer Hor.            |

### Mittelwellenbetrieb
In den 1990er Jahren wurde auf dem Areal des Kurzwellenzentrums Jülich auch eine Sendeanlage für Mittelwelle installiert, bestehend aus an einer an einem Turm der Sendestation abgespannten Langdrahtantenne. Sie war für die Verbreitung des Programms von Radio Viva auf 702 kHz vorgesehen. Tatsächlich wurde diese Anlage nie für Radio Viva benutzt. Stattdessen wurde sie fast zehn Jahre später von Dezember 2004 bis zu seiner Einstellung Mitte Mai 2008 für den deutschen Rundfunksender Truckradio verwendet.

## Das Ende
Zu Beginn der 2000er hat die Deutsche Welle begonnen, ihre Aussendungen zuerst zur Sendestelle Wertachtal und dann Ende 2006 zur Sendestelle Woofferton in Großbritannien zu verlegen. Nach vergeblichen Versuchen, neue dauerhafte Nutzer der Anlage zu finden, wurde die Anlage, inzwischen im Besitz von T-Systems, im Jahr 2008 verkauft.

### Eine Hoffnung

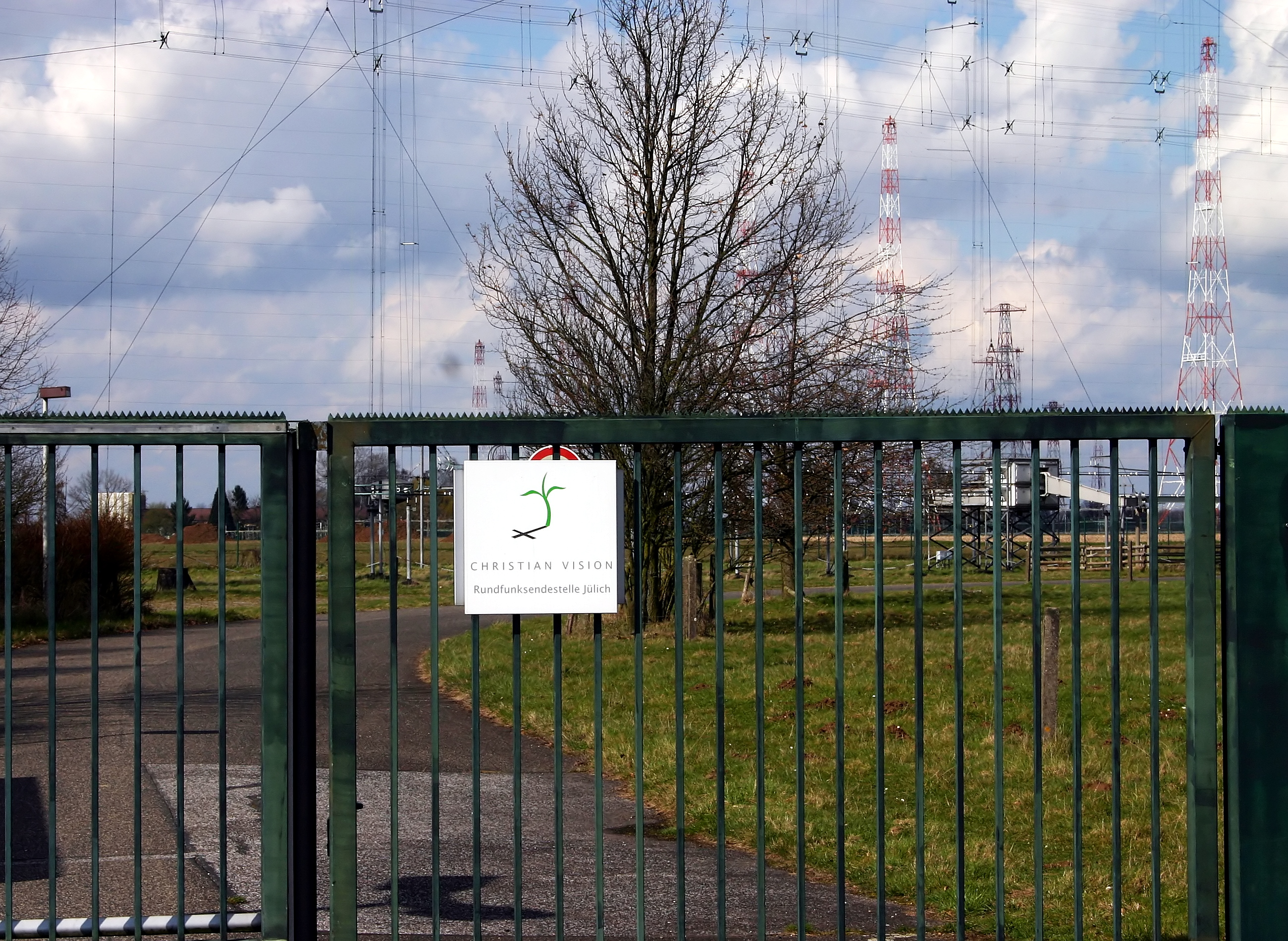
Rundfunksendeanstalt Jülich - Christian Vision

Der britische Multimillionär Bob Edmiston aus West Bromwich erwarb die gesamte Sendeanlage. Der Autohändler und Gründer des Missionswerks Christian Vision gilt als Kreationist und hatte u. a. sechs Jahre zuvor eine Sendeanlage im australischen Darwin gekauft. Zum 1. Januar 2008 wurde die Sendeanlage von T-Systems an die religiöse Sendeanstalt CVC/Christian Vision übergeben. Der Sendebetrieb wurde am 24. Oktober 2009 endgültig eingestellt.

### Der Rückbau

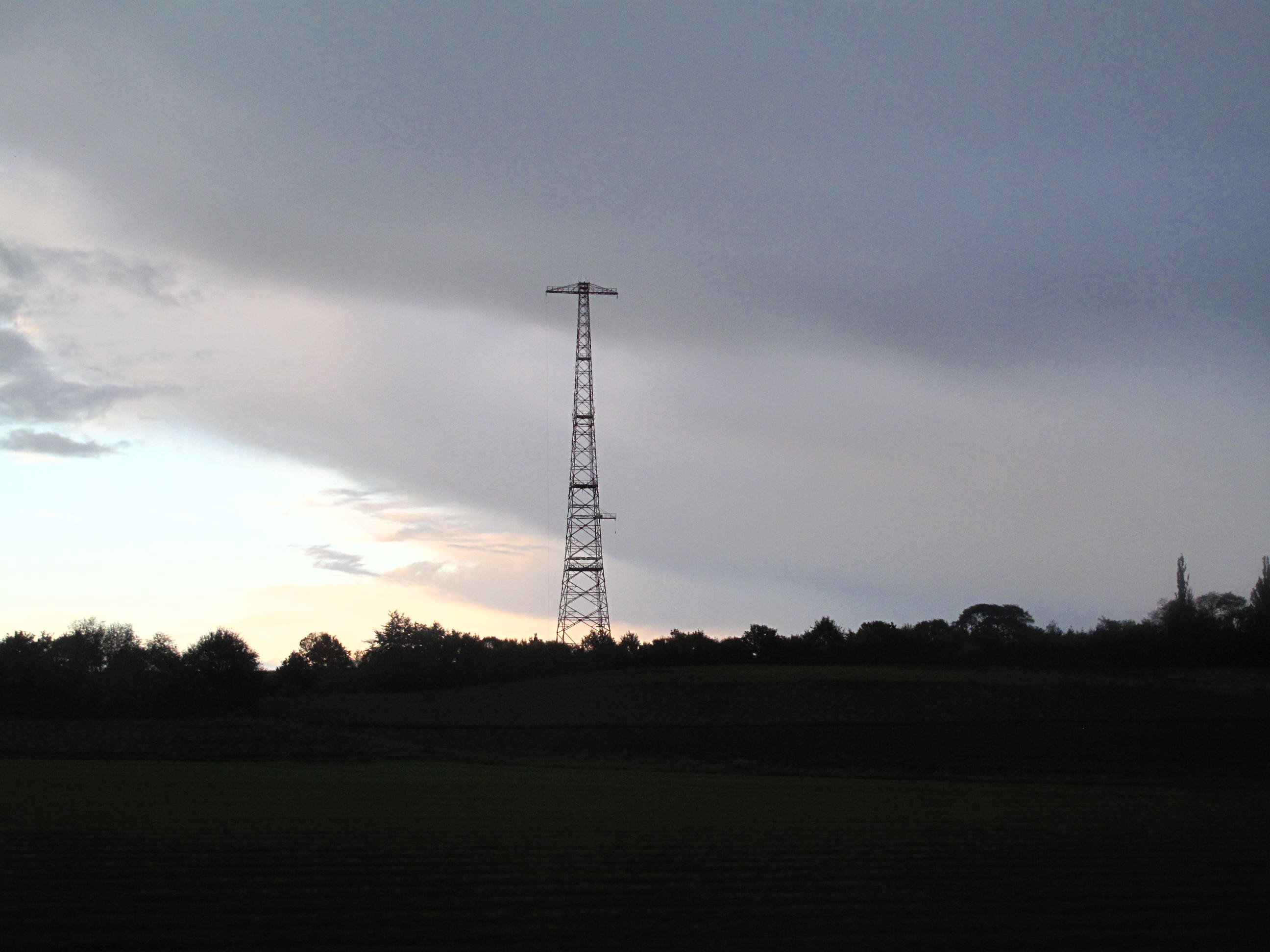
Der letzte Mast der Sendeanlage im Oktober 2010

Am 21. September 2010 wurden 32 der 34 Sendemasten abgerissen. Zuerst war geplant gewesen, zwei der Masten als Denkmal zu erhalten, diese wurden jedoch am 8. November 2010 ebenfalls abgerissen, da ihre Erhaltung zu kostspielig gewesen wäre. 2020 steht nur noch das ehemalige Sendergebäude samt zugehöriger Nebengebäude. Doch auch diese sollen Ende September 2022 abgerissen werden.

## Nachnutzung

### Freizeitpark
Nach 2010 sollte zunächst ein Freizeitgelände mit Campingplatz und Hotels entstehen. Eigentümer wurde eine Firma aus dem Ruhrgebiet.

### Campus Merscher Höhe
Nach der Absage des letzten Eigentümers des Geländes wurden im August 2016 im Rahmen einer Rätekonferenz die Ergebnisse einer Machbarkeitsstudie zum interkommunalen Gewerbegebiet „Campus Merscher Höhe“ durch das Gutachterbüro Regionomica präsentiert. Damit war der Start für ein neues Projekt auf dem Gelände der ehemaligen Rundfunksendestelle gegeben.

#### Brainergy Park
Am 15. April 2020 fand das offizielle Richtfest für den Brainergy Park statt. Im Mai 2020 werden 3,4 Mio. Euro vom Land Nordrhein-Westfalen für die Förderung des Projektes zugesagt. Ende Juli 2020 steht in Aussicht, dass unter Anderen die Google-Tochter Malta in den Brainergy-Park einzieht. Als zentrale Idee des Startup-Unternehmens steht die Einrichtung eines Energiespeichers in der Rede, mit dem Energie aus Umwelt und Geothermie gespeichert und bei Bedarf wieder abgegeben werden kann. Auch das Fraunhofer-Institut bekundet Interesse am Brainergy-Park und zieht letztendlich im September 2020 ein.
Um das wachsende Industriegebiet auf dem ehemaligen Senderstandort besser an das Straßennetz anzubinden, wurde im März 2021 mit dem Bau einer Anbindung an die L241 begonnen.
Seit dem 13. Dezember 2021 wird der Brainergy Park wochentags von der AVV-Linie SB70 des Rurtalbus bedient.
| Linie | Verlauf |
| ----- | --- |
| SB70  | Schnellbus: Jülich Walramplatz (→ Neues Rathaus) – Jülich Bf/ZOB – Krankenhaus – Solar Campus – Brainergy Park – Mersch – Titz |

#### Wasserstoffproduktion auf der Merscher Höhe
Ab 2023 soll auf der Merscher Höhe Wasserstoff produziert werden. Dieser Aufgabe stellen sich gleich zwei Unternehmen mit unterschiedlichen Ansätzen.
Ein Ansatz nutzt als Basis die Stromerzeugung mit Solarmodulen. An diesem Projekt sind neben dem Kreis Düren, Siemens, die RWE-Tochter Generation und das Gas-Logistik Unternehmen Messer Group beteiligt. Als Voraussetzung errichtet eine Euskirchener Firma zunächst eine 10-MWp-Photovoltaikanlage.
Der zweite Ansatz setzt auf die Verwendung von Solarthermie. Die Firma Synhelion hat zu diesem Zweck einen Hochtemperatur-Solarreaktor mit einem Feld aus Heliostatenspiegeln aufgebaut. Die Anlage mit Namen DAWN ist die weltweit erste ihrer Art, mit deren Hilfe Solarkraftstoffe in industriellem Umfang erzeugt werden können. Der Aufbau der Anlage wird vom Bundesministerium für Wirtschaft und Klimaschutz gefördert und unterstützt. Die Anlage wurde am 20. Juni 2024 eingeweiht.